# تمنیکوف
شهر تمنیکوف (به روسی: Темников) در کشور روسیه و در جمهوری موردوویا واقع شده‌است.